# Friedrich Christian Meuschen
Friedrich Christian Meuschen (* 14. September 1719 in Hanau; † 20. Februar 1811 in Berlin) war ein deutscher Malakologe und Diplomat.

Meuschen, der Sohn des Theologen Johann Gerhard Meuschen, war Legationsrat des Herzogs von Hildburghausen und Legationssekretär von Sachsen-Coburg in Den Haag. Er war auch Händler und Sammler von Conchylien und anderen Naturalien und katalogisierte bedeutende Sammlungen, was er in seinen Miscellanea Conchyliologica 1766 bis 1778 (8 Bände) publizierte. 1778 erschien sein Museum Gronovianum (Laurens Theodor Gronovius) und 1787 sein Museum Geversianum als Ergebnis der Bearbeitung des Sammlungsbestandes des Naturalienkabinetts des ehemaligen Bürgermeisters von Rotterdam Abraham Gevers. 
Er wurde 1761 auswärtiges Mitglied der Bayerischen Akademie der Wissenschaften, am 4. Juni 1761 unter der Präsidentschaft des Arztes Andreas Elias Büchner mit dem akademischen Beinamen Xenokrates unter der Matrikel-Nr. 640 als Mitglied in die Kaiserliche Leopoldino-Carolinische Akademie der Naturforscher und am 7. April 1764 unter der Präsidentschaft von James Douglas, 14. Earl of Morton als Fellow in die Royal Society aufgenommen.
Er war Mitglied der Naturforschenden Gesellschaft in Danzig.
Der australische Ichthyologe Gilbert Percy Whitley benannte 1929 die Fischgattung Meuschenia nach ihm.

## Schriften
- Catalogus ofte Naamlyst van Hoorens et Doublet-Schelpen etc., 1767, (Digitalisat)
- Museum Gronovianum, sive, Index rerum naturalium tam mammalium amphibiotum pifaum insectorum conchyliorum zoophytorum plantarum et mineralium exquisitissimorum quam arte fartarum nonnullarum. Lugduni Batavorum 1778 (Digitalisat)
- Museum Geversianum, sive, Index rerum naturalium continens instructissimam copiam pretiosissimorum omnis generis ex tribus regnis naturae objectorum quam dum in vivis erat magna diligentia multaque cura comparavit Abrahamus Gevers. P. & J. Holsteyns, Rotterodami 1787 (Digitalisat)